# Carol Danvers
Carol Susan Jane Danvers è un personaggio dei fumetti statunitensi creato da Roy Thomas e Gene Colan nel 1968 e pubblicato dalla Marvel Comics. Il personaggio nasce inizialmente sulle pagine di Marvel Super-Heroes n. 13 (marzo 1968) come ufficiale dell'aeronautica statunitense e diventa nel 1977 la supereroina Ms. Marvel. Nella sua carriera il personaggio ha assunto anche le identità di Binary, Warbird e, a partire dal 2012, quella di Capitan Marvel.

## Biografia del personaggio

### Gli esordi
Carol Danvers esordì alla fine degli anni sessanta come comprimario nelle prime storie dedicate al primo Capitan Marvel nel ruolo di un maggiore dell'aeronautica militare statunitense. Capo della sicurezza della base di Cape Canaveral, Carol incontrò il dott. Walter Lawson, l'alias umano sotto cui si celava l'alieno Kree Mar-Vell, mandato dalla sua specie per spiare la Terra. La ragazza rimase coinvolta nella lotta tra Mar-Vell, il colonnello Kree Yon-Rogg e il gigantesco robot alieno noto come la Sentinella (Kree Sentry). Dopo le prime due storie di Capitan Marvel che apparvero nella collana antologica Marvel Super-Heroes, la casa editrice iniziò a pubblicare una serie regolare dedicata all'eroe. In aperto conflitto con Walter Lawson, ma pur infatuata del suo alter ego che l'aveva salvata da un robot assassino, Carol apparve nelle nuove storie di Capitan Marvel quando l'eroe alieno indossava ancora la sua uniforme da ufficiale Kree bianca e verde. In seguito Carol rimase seriamente ferita durante uno scontro tra il Capitano (che aveva nel frattempo adottato il suo nuovo e più noto costume rosso e nero) e Yon-Rogg e, con l'arrivo del nuovo comprimario Rick Jones, fu messa in disparte dagli autori.

### Ms. Marvel
Nel 1977 la Marvel decise di affiancare a quella di Capitan Marvel una nuova serie dedicata ad una sua controparte femminile. Nacque così il personaggio di Ms. Marvel che, oltre ai poteri, condivideva con il Capitano anche lo stile e il disegno del costume. Per il nuovo personaggio fu deciso di utilizzare proprio Carol Danvers. Nei primi numeri della collana fu rivelato che Carol aveva assunto i suoi straordinari poteri durante lo scontro tra Mar-Vell e Yon-Rogg investita dall'esplosione di un dispositivo Kree che aveva liberato una enorme quantità di energia. La struttura genetica della ragazza si era fusa con quella di Mar-Vell e Carol era diventata una creatura ibrida con geni Kree e umani.
Nella serie Carol Danvers lavorava come editor di una rivista femminile per conto di J. Jonah Jameson, il direttore del quotidiano newyorkese Daily Bugle, e tra i comprimari della serie apparvero Peter Parker (alias l'Uomo Ragno e fotografo del quotidiano) e la fidanzata Mary Jane Watson. All'inizio Carol Danvers e Ms. Marvel erano due personalità separate che condividevano lo stesso corpo. Solo dopo qualche numero Carol scoprì di essere lei stessa Ms. Marvel e le due personalità si fusero consapevolmente.
Scritta originariamente da Gerry Conway e disegnata da John Buscema, la serie fu poi affidata allo scrittore inglese Chris Claremont e durò 23 numeri, dal gennaio del 1977 all'aprile del 1979. Inizialmente di periodicità mensile, la collana passò a quella bimestrale dopo il n. 18 per le vendite non eccezionali.
Nei numeri scritti da Claremont fecero la loro prima apparizione come nemici alcuni personaggi che poi ritornarono spesso nelle storie degli X-Men da lui scritte. Prima l'aliena Shi'ar Deathbird e poi la mutante mutaforma Mystica (prima con l'identità di Raven, poi con il suo aspetto dalla pelle blu). Nel n. 24 sarebbe dovuto apparire Sabretooth, la futura nemesi di Wolverine, introdotto mesi prima da Claremont e John Byrne nella collana dedicata a Pugno d'acciaio, e avrebbe dovuto esordire Rogue, ma la serie di Ms. Marvel fu cancellata bruscamente con il n. 23.
Nel n. 20 della serie, nel tentativo di ravvivarne le vendite, il disegnatore Dave Cockrum (che fino all'anno prima era stato l'illustratore regolare di Uncanny X-Men) introdusse il nuovo e più sexy costume dell'eroina.
Dopo qualche apparizione con i Difensori e in altre testate Marvel, mentre la sua serie personale si avviava alla chiusura, Ms. Marvel fu accolta tra i Vendicatori nella cui serie apparve con una certa regolarità fino al 1980.

### Il destino di Ms. Marvel
Durante la sua permanenza con i Vendicatori, Carol Danvers si trovò misteriosamente incinta.
La gravidanza progredì a tempo di record e nel giro di poche ore la Vendicatrice aveva già partorito un bambino che, dopo poche ore, era già cresciuto diventando adulto. Lo strano uomo rivelò di chiamarsi Marcus, figlio del viaggiatore del tempo Immortus, vecchio nemico dei Vendicatori. Marcus aveva rapito Ms. Marvel e, dopo averla trasportata nella dimensione del Limbo dove si trovava prigioniero, resa inconsapevole di quanto stava capitando, l'aveva messa incinta, trasferendo la propria coscienza nel feto. In sostanza Marcus era il padre di sé stesso. Tutta l'operazione, necessaria affinché Marcus potesse trasferirsi nel nostro mondo, aveva però provocato un dissesto spazio-temporale che solo con l'intervento dei Vendicatori poté essere riparato. Carol, dichiarando di essersi affezionata a Marcus, decise di seguirlo nel Limbo. I Vendicatori, con una certa leggerezza, accettarono la decisione della compagna. La vicenda, apparsa nel n. 200 della collana The Avengers (datato ottobre 1980), fu scritta da David Michelinie, ma con la collaborazione di Jim Shooter, allora editor-in-chief della Marvel, di Bill Mantlo e del disegnatore regolare della serie George Pérez. La storia suscitò molte polemiche per il modo in cui fu trattato il personaggio di Ms. Marvel, resa inconsapevolvente una "schiava del sesso", senza nessun intervento dei suoi compagni Vendicatori che invece avevano manifestato addirittura un certo compiacimento per la gravidanza e per "il lieto evento" della nascita del bambino. Si arrivò addirittura a parlare di stupro. Chris Claremont, che era stato autore di gran parte delle storie della collana personale di Ms. Marvel, affermò nel 1982:
(Chris Claremont citato in X-Men Companion II, 1982)
Qualche mese dopo Claremont, al tempo autore anche della fortunata serie Uncanny X-Men, scrisse una storia dei Vendicatori che metteva completamente in discussione gli avvenimenti narrati in The Avengers n. 200. La storia, disegnata da Michael Golden, apparve nello speciale estivo The Avengers Annual n. 10. Claremont utilizzò l'Annual per risolvere la controversa questione dei rapporti tra Carol e i Vendicatori e sconfessò nei fatti le scelte attribuite a Shooter e Michelinie. Nella storia viene raccontato che la mutante Rogue, al suo esordio editoriale, membro della Confraternita dei mutanti malvagi capeggiata dalla mutaforma Mystica e futuro membro degli X-Men, aveva assalito e quasi ucciso Carol Danvers, ritornata misteriosamente dal suo soggiorno nel Limbo, rubandole in modo permanente i poteri e la personalità e provocandone la perdita completa della memoria. Carol fu salvata dall'intervento di un altro personaggio caro a Claremont, Jessica Drew, la prima Donna Ragno. Carol fu curata dal professor Xavier, leader degli X-Men, e la Confraternita di Mystica e Rogue fu sconfitta grazie all'intervento dei Vendicatori. La sfortunata ragazza, dopo aver riacquistato la memoria grazie a Xavier, fu accolta nella casa degli X-Men. Alla fine della storia è narrato il drammatico e durissimo faccia a faccia tra Carol e i suoi ex-compagni. Carol, dopo aver spiegato come era riuscita a tornare dal Limbo, accusò i Vendicatori di averla lasciata in balia di Marcus. La negligenza di Capitan America e compagni non li aveva portati a rendersi conto che la gravidanza le era stata imposta, se non con la forza, quanto meno con l'inganno e a sospettare che in realtà la sua decisione di seguire Marcus nel Limbo era stata presa sotto il controllo mentale dell'uomo. L'ultima pagina riporta le amare riflessioni della Vendicatrice Scarlet che giustificano il titolo scelto da Claremont per il racconto, Dagli amici... Tradita!
Anni dopo Jim Shooter diede la propria versione sulle scelte narrative di The Avengers n. 200 arrivando a condividere le critiche e addirittura a pentirsi e chiedere scusa. Shooter affermò di non ricordare come si arrivò a decidere di far rimanere incinta Ms. Marvel con l'ambiguo e insensato atteggiamento dei membri dei Vendicatori e attribuì la cosa al fatto che la storia era stata scritta da troppe persone (David Michelinie, Bob Layton e George Pérez e lui stesso) senza il corretto coordinamento.
(Jim Shooter, 2011)
Le due storie furono pubblicate insieme in Italia nel 1989 dalla Star Comics in uno dei suoi primi albi monografici, lo Speciale Vendicatori intitolato proprio Il destino di Miss Marvel.

### Stella Binaria(Binary)

Stella Binaria, disegni di Cockrum/Wiacek

Dopo questi drammatici avvenimenti, Carol Danvers rimase con Xavier e gli X-Men, comparendo saltuariamente, priva di poteri, nelle storie scritte da Chris Claremont. In una occasione aiutò il professore a cancellare dal Pentagono tutti i documenti segreti che riguardavano gli X-Men, per garantire al gruppo l'anonimato nei confronti degli apparati militari e spionistici statunitensi. Fu poi coinvolta in una avventura spaziale degli X-Men insieme ai Predoni Stellari contro la Covata. In quell'occasione Carol legò la propria essenza a una forma d'energia aliena nota come Buco Bianco che le conferì nuovi immensi poteri energetici con una potenza paragonabile a quella di una stella. La ragazza assunse così la nuova identità di Binary e decise di non ritornare sulla terra con il gruppo mutante, ma si unì ai Predoni capitanati da Corsaro, padre dell'X-Man noto come Ciclope.
Binary apparve in alcune storie legate all'universo mutante come membro dei Predoni Stellari, al fianco degli X-Men, dei Nuovi Mutanti e del gruppo britannico Excalibur ed ebbe anche una avventura in solitario nella quale Claremont narrò in retrospettiva la reazione di Carol Danvers alla notizia della morte di Capitan Marvel e le sue riflessioni sulla trasformazione in Binary e sul suo rapporto con Rogue. Disegnata da Dave Ross, Elegia comparve sull'antologico Marvel Fanfare nel 1986 (ma è narrativamente collocata subito dopo la trasformazione in Binary) e inizia con un gustoso siparietto durante il quale Carol si presenta alla base dei Vendicatori per una partita a poker con Wolverine, Nick Fury, la Cosa, Bestia, Wonder Man e il maggiordomo Jarvis.
Nel 1992 il personaggio fu utilizzato durante il crossover Tempesta nella galassia (Operation: Galactic Storm). Al termine del lungo ciclo narrativo, in Carol Danvers si affievolì il legame con il Buco Bianco e l'eroina perse gran parte dei poteri di Binary, recuperando però gli originali poteri di Ms. Marvel.
Lo stesso anno la Marvel pubblicò anche due storie che concludevano il ciclo narrativo della prima serie regolare Ms. Marvel interrotta bruscamente con il n. 23. Le due storie, scritte da Claremont, apparvero nella serie antologica Marvel Super-Heroes e sono ambientate prima degli eventi narrati in The Avengers Annual n. 10 del quale sono una sorta di prequel. Nella prima storia è narrato lo scontro, inizialmente programmato per il n. 24, con Sabretooth. Nella seconda Claremont approfondisce alcune vicende lasciate in sospeso o solo accennate come il primo incontro tra Ms. Marvel e Rougue, quando la mutante rubò i poteri di Carol arrivando quasi ad ucciderla. Nella storia compaiono anche Mystica e la sua Confraternita dei mutanti malvagi e il Club infernale come era prima di essere introdotto nelle pagine di Uncanny X-Men.
Carol Danvers apparve ancora come Binary con i Predoni Stellari in una storia dei Vendicatori, in una di Quasar e in una degli X-Men prima di riunirsi ai Vendicatori.

### Rogue
Dopo gli avvenimenti di The Avengers Annual n. 10, Rogue rimase per molti anni legata a Ms. Marvel. Avendone prosciugato i poteri e la personalità, la giovane mutante iniziò a manifestare un profondo squilibrio mentale e dovette chiedere l'aiuto del professor Xavier, abbandonando la Confraternita dei mutanti malvagi e la sua madre adottiva Mystica. Entrata negli X-Men, iniziò una duratura carriera di eroina nel gruppo mutante diventandone una delle colonne portanti. Oltre al suo potere originario, la capacità di assorbire i poteri di un altro super-umano o mutante con il quale entrava in contatto fisico, Rogue utilizzò i poteri di super-forza e la capacità di volo di Ms. Marvel. Claremont utilizzò spesso l'artificio narrativo del conflitto di personalità in Rogue. La personalità di Carol prendeva a volte il sopravvento su quello della giovane mutante guidandone le azioni. In un'occasione la personalità di Ms. Marvel riuscì addirittura a separarsi da Rogue e tentò, come entità esterna, di uccidere la X-Woman che fu salvata grazie all'intervento di Magneto. Solo più tardi Rogue riuscì ad eliminare in lei la presenza di Ms. Marvel, ma così perse anche i suoi enormi poteri.

### Warbird
Spezzatosi il legame con il Buco Bianco, Carol Danvers perse gran parte dei poteri di Binary. Tornò sulla Terra e rientrò nei Vendicatori con l'identità di Warbird e il vecchio costume e i poteri di Ms. Marvel. Anche stavolta la sua militanza tra gli eroi più potenti del pianeta non durò a lungo. Lo scrittore Kurt Busiek aggiunse una nuova caratterizzazione al personaggio, quello di una persona che lotta per venire a patti con la perdita dei suoi poteri cosmici e dei suoi ricordi. Sopraffatta dai suoi problemi Carol divenne un'alcolizzata, inaffidabile nel ruolo di Vendicatrice, e dopo pochi numeri, al termine del crossover Live Kree or Die!, fu messa sotto accusa dai suoi compagni e sottoposta alla corte marziale.
Il nuovo nome di battaglia di Carol deriva dal termine warbird con cui si identificano i velivoli militari, tipicamente aerei da caccia risalenti alla seconda guerra mondiale, mantenuti in servizio per scopi dimostrativi o storici.
Warbird apparve ancora in alcune storie dei Vendicatori, nei quali fu poi riammessa dopo l'ennesima rivoluzione della formazione, di Iron Man e di Wolverine e in numero della collana What If?.
In una lunga e complessa sequenza di storie scritte da Busiek, la saga nota come Kang Wars, i Vendicatori e Warbird affrontarono nuovamente Marcus, il figlio di Kang il Conquistatore, nelle vesti di Scarlet Centurion. Al termine della saga, Carol fu nuovamente sottoposta al giudizio della corte marziale dei Vendicatori per aver ucciso il Padrone del Mondo, ma fu assolta, poiché il suo gesto fu ritenuto legittimo nel contesto degli eventi. Dopo qualche tempo Carol lasciò i Vendicatori e in veste civile iniziò a lavorare per il Dipartimento della Sicurezza Interna degli Stati Uniti.
Carol, che ha sempre amato essere un Vendicatore, fu una delle persone maggiormente colpite dagli eventi narrati nella saga Vendicatori Divisi, rimanendo sconvolta dalle morti di Scott Lang (il secondo Ant-Man) e di Clint Barton (Occhio di Falco).
Nell'epilogo della saga, pubblicato nello speciale Avengers Finale, durante l'ultima riunione dei Vendicatori presso l'Avengers Mansion semidistrutta, Carol dichiarò che non avrebbe mai perdonato Scarlet per ciò che aveva fatto, impazzita e considerata colpevole della morte di molti eroi. Alla fine però, durante un commosso ricordo di tutti i compagni Vendicatori caduti, fu proprio Carol a ricordare Wanda.
Chiusa la testata regolare dedicata ai Vendicatori, la Marvel iniziò a pubblicare New Avengers, con il nuovo team che comprendeva anche Wolverine e l'Uomo Ragno e del quale Ms. Marvel non faceva parte. Entrò invece nei Potenti Vendicatori nel 2007.

### House of M
Nel mondo fittizio di House of M, Carol divenne la più grande supereroina del mondo, col nome di Capitan Marvel e la sensazione provata in quel breve periodo le diede la convinzione nei propri mezzi che le era sempre mancata.

### Il ritorno
Dopo gli eventi di House of M, la Marvel decise di dare una nuova occasione al personaggio con una nuova serie personale, dopo quasi trent'anni dalla prima. Annunciata come uno spin-off della serie New Avengers (della cui formazione in realtà Carol non faceva ufficialmente parte), Ms Marvel vol. 2 esordì all'inizio del 2006 (data di copertina marzo 2006) preceduta da un albo speciale Giant-Size e fu affidata allo scrittore Brian Reed e al disegnatore Roberto De La Torre.
La collana fu pubblicata fino al 2010 per 50 numeri oltre a un Annual e tre speciali.

### Civil War
Durante gli eventi di Civil War Carol Danvers, dopo aver partecipato ai soccorsi a Stamford, decide di registrarsi e verrà arruolata in una speciale task-force, guidata da Iron Man, che si occuperà dei superumani ribelli alla registrazione.
Dopo che Julia Carpenter tradirà Iron Man per salvare il suo fidanzato, l'eroe non autorizzato Sudario, sarà costretta ad arrestarla, proprio sotto gli occhi della figlia Rachel. Pur avendo compiuto il suo dovere, Carol si sentirà in colpa verso Julia e per questo motivo le offrirà, in seguito, un posto negli Omega Flight. Julia Carpenter, tuttavia, non la perdonerà, anzi continuerà a portarle rancore.

### Potenti Vendicatori
Dopo la conclusione di Civil War si unisce ai Potenti Vendicatori. Nonostante Stark l'abbia nominata leader del gruppo, ogni qualvolta ci sia bisogno di prendere una decisione importante lo stesso Stark impone la sua autorità, incrinandone la leadership. Infatti durante le prime missioni Carol ha visto la sua autorità messa in discussione più di una volta. Dopo essersi fusa con un essere alieno di nome Cru, Carol pare aver riacquistato (seppur temporaneamente) i poteri di Binary, con i quali combatte un'orda di alieni della Covata sbarcata sulla Terra.

### Secret Invasion
Durante Secret Invasion, Carol e il suo team vanno prima nella Terra Selvaggia ad indagare su una misteriosa astronave aliena lì atterrata, e in seguito si uniscono ai Nuovi Vendicatori e ai Thunderbolts nella battaglia finale a New York.
Al termine di questa, trasporta Luke Cage alla Stark Tower, dove una disperata Jessica Jones confessa di aver lasciato sua figlia Danielle nelle mani di Jarvis, non sapendo che il maggiordomo fosse stato sostituito dagli alieni skrull. Carol allora si unisce al loro team per aiutarli nella ricerca della bambina.

### Dark Reign
Con l'insediamento di Norman Osborn al posto di Tony Stark, Carol lascia i Potenti Vendicatori, sorpresa e delusa nel vedere Sentry e Ares appoggiare Norman.
Assieme ai Nuovi Vendicatori assiste alla presentazione in diretta televisiva degli Oscuri Vendicatori, dove scopre che vi milita una nuova Ms. Marvel, che non è altri che l'ex Thunderbolts Moonstone con indosso il suo primo costume, quello rosso blu.

### Un nuovo Capitan Marvel
Nel giugno 2012 Carol Danvers ha assunto l'identità di Capitan Marvel in una nuova serie regolare della scrittrice Kelly Sue DeConnick e illustrata da Dexter Soy. In questa serie, l'ottava collana Marvel che porta il titolo Captain Marvel, Carol indossa un nuovo costume in parte ispirato a quello precedente e a quello classico dell'originale supereroe Kree. Secondo gli autori questa serie dovrebbe essere incentrata sul significato che la leggenda di Capitan Marvel rappresenta per la Danvers e sull'impatto che la sua scelta di impersonificare il vecchio eroe può avere sul resto dell'Universo Marvel.

## Poteri e abilità
In seguito all'esposizione dell'energia emessa da una macchina Kree può volare, assorbire varie forme d'energia, usarle per emettere raggi fotonici oppure deviarle, inoltre assorbendo energia può incrementare la sua forza e cambiare i suoi vestiti civili nel suo costume e viceversa (segno di controllo della materia a livello molecolare, seppur ad un basso livello). A livelli normali può sollevare fino a 70 tonnellate di peso e volare ad una velocità massima di Mach-3. Assorbendo nuova energia, può arrivare a sollevare più di 100 tonnellate senza alcun problema. Pertanto è uno dei supereroi con maggiore forza fisica dell'Universo Marvel (al pari di altri come Namor, Thor, Ares ed Hulk). Per un periodo limitato ha posseduto i poteri del Buco Bianco (anche se sembra averli nuovamente ottenuti) e tra le varie capacità ottenute ebbe quella di ascendere e tramutarsi in un essere di pura energia (Binary) dotato di enormi poteri cosmici. In questo stato assomigliava ad un sole vivente, con tanto di raggi luminosi emessi dalla sua testa. Come dimostrato sullo Speciale Assedio dedicato a lei e l'Uomo Ragno, se sottoposta ad elevate quantità di energia, può di nuovo trasformarsi in Binary, ottenendo i relativi poteri.
Inoltre è un'esperta combattente e pilota, e sa parlare diverse lingue, tra le quali quella dei Kree e degli Skrull.

## Vita sentimentale
Alla prima entrata nei Vendicatori, Carol conobbe Simon Williams e fra i due ci fu un'attrazione reciproca che però non sfociò mai in amore. In seguito all'entrata di entrambi nei Potenti Vendicatori il loro rapporto pare rafforzatosi. Tuttavia Miss Marvel ha anche stabilito con Tony Stark, alias Iron Man, una forte amicizia. Ha inoltre, nell'albo Speciale Assedio, ammesso un'attrazione nei confronti del compagno di squadra dei Nuovi Vendicatori Spider-Man, avendo però una relazione con Captain Marvel.

## Altre versioni

### Ultimate
Compare anche nell'universo Ultimate; qui è un ufficiale dell'esercito americano che contatta i Fantastici Quattro quando sulla Terra vengono scoperti gli alieni Mar-Vell e Silver Surfer.
Nella storia Morte di un Goblin (apparsa in Italia sui numeri 59-62 della collana Ultimate Spider-Man) diviene il nuovo direttore dello S.H.I.E.L.D. dopo che Nick Fury, per rispondere delle sue colpe, rimane nell'universo dello Squadrone Supremo (nella storia "Potere Supremo" apparsa in Italia sui numeri 30-31-32-33-34-35-36 della collana Ultimates).
Durante Ultimatum rimane al Triskelion a combattere contro le copie di Madrox.

### Marvel Zombies
Su Terra 2149 (quella dei Marvel Zombi) Ms. Marvel, insieme ad Occhio di Falco, è una dei primi supereroi a venir contagiata da Sentry e a diffondere il virus che contagerà la Terra.

### Amalgam
Nell'universo nato dalla fusione dell'universo Marvel con quello DC Comics, Carol Danvers viene fusa con Helena Bertinelli, ovvero la Cacciatrice di Batman. Nonostante il suo costume sia quello della Cacciatrice, compreso il suo tradizionale arco, il suo nome e la sua fisicità sono quelli di Carol Danvers.

## Altri media

### Cinema

#### Marvel Cinematic Universe

Carol Danvers / Captain Marvel interpretata da Brie Larson nell'omonimo film del 2019

Carol Danvers, alias Capitan Marvel è presente nel Marvel Cinematic Universe interpretata da Brie Larson. Come affermato da Kevin Feige, il film dedicato a Carol Danvers segnerà l'inizio di un nuovo ciclo di film Marvel con protagonisti solo supereroine, inoltre ha affermato che Carol sarebbe stata la più potente fra tutti i personaggi introdotti dal Marvel Cinematic Universe fino ad allora. Kevin Feige ha rivelato durante un'intervista che Carol Danvers sarà una dei protagonisti della nuova saga del franchise.
- Fa il suo debutto ufficiale in Captain Marvel (2019) in cui, colpita da una completa amnesia sul suo passato e le sue origini terrestri, viene addestrata dall'Impero Kree per combattere l'Impero Skrull. Nel corso della Guerra Kree-Skrull, Danvers incontra Nick Fury, che la aiuta a riacquisire la sua memoria e identità. In seguito, capisce che Talos e gli Skrull non sono malvagi come venivano descritti e di essere stata ingannata dagli stessi Kree, così si oppone alle loro brame di conquista della Terra, sconfiggendoli. Nella scena dopo i titoli di coda appare improvvisamente a una dimezzata squadra di Avengers, in risposta al segnale inviatole da Fury in Avengers: Infinity War con un dispositivo che lei stessa gli aveva consegnato.
- In Avengers: Endgame (2019), Carol salva Tony Stark e Nebula nello spazio, e in seguito aiuta gli Avengers a sconfiggere Thanos e il suo esercito ed annullare il suo schiocco.
- In Shang-Chi e la leggenda dei Dieci Anelli (2021), Carol appare nella scena dopo i titoli di coda, comunicando con Bruce Banner e Wong tramite ologramma per cercare di decifrare un segnale inviato dai manufatti dai dieci anelli appena recuperati da Shang-Chi e la sua amica Katy.
- Carol torna come protagonista, insieme a Kamala Khan / Ms. Marvel e Monica Rambeau / Photon, in The Marvels (2023), sequel del primo film.

#### Animazione
- Carol Danvers appare nel film animato direct-to-video Avengers Confidential: La Vedova Nera & Punisher (2014).
- Carol Danvers appare nel film animato Marvel Rising - Secret Warriors (2018).

### Televisione
- Carol Danvers appare in animazione (per la prima volta) come Ms Marvel nell'episodio La storia di Rogue (A Rouge Story) della serie Insuperabili X-Men[59] doppiata in originale da Roscoe Handford[60]. Durante il periodo in cui era sotto la tutela di Mystica, Rogue acquisì i poteri di Carol lasciando quest'ultima in coma. Tuttavia un'eco dell'eroina rimase nella mente della ragazza, minacciando di prendere il sopravvento e spingendo Rogue a cercare l'aiuto di Xavier che sgillò l'eco di Ms. Marvel. Anni dopo (mentre Xavier e Magneto erano dispersi) l'eco riesce a liberarsi, venendo però fermata da Rogue grazie all'aiuto di Jean Grey. In seguito a ciò, Rogue si reca in visita a Carol in ospedale toccandole la testa. Nel finale si vede l'attività cerebrale di quest'ultima che viene ripristinata.
- Carol Danvers/Ms. Marvel appare anche in Super Hero Squad Show doppiata da Grey DeLisle in originale[61] e da Antonella Baldini in italiano[62]. In questa versione è un'agente S.H.I.E.L.D. che guida un'omonima squadra.
- Carol Danvers appare nella serie Avengers - I più potenti eroi della Terra con poteri come quelli di Binary.
- Ms. Marvel appare nell'anime Disk Wars: Avengers.
- Carol Danvers appare nella serie animata Avengers Assemble.
- Carol Danvers appare nella serie animata Guardiani della Galassia.
- Capitan Marvel appare nuovamente nell'anime Future Avengers.
- Capitan Marvel è presente nella serie animata Marvel Super Hero Adventures.

#### Marvel Cinematic Universe
Carol Danvers, alias Capitan Marvel è presente nel Marvel Cinematic Universe interpretata da Brie Larson.
- Carol Danvers compare nella prima serie animata dell'MCU What If...? (2021), doppiata da Alexandra Daniels.
- Carol Danvers ricompare in una scena dopo i titoli di coda della miniserie televisiva Ms. Marvel (2022), quando Kamala si trova nella sua stanza e il bracciale si attiva teletrasportandola via e facendo comparire al suo posto la stessa Danvers.
- Una variante alternativa di Carol Danvers compare anche nella quinta serie animata dell'MCU Marvel Zombies (2021).

### Videogiochi
- Carol Danvers/Ms. Marvel compare come personaggio giocabile in Marvel: La Grande Alleanza.
- Carol Danvers/Ms. Marvel compare come personaggio giocabile in Marvel: La Grande Alleanza 2.
- Carol Danvers compare in Marvel Super Hero Squad.
- Carol Danvers compare in Marvel: Avengers Alliance.
- Carol Danvers/Ms. Marvel compare come personaggio giocabile in LEGO Marvel Super Heroes.
- Carol Danvers compare in Disney Infinity 2.0: Marvel Super Heroes.
- Carol Danvers/Ms Marvel/Captain Marvel compare come personaggio giocabile in Marvel: Sfida dei campioni.
- Carol Danvers/Capitan Marvel compare come personaggio giocabile in Marvel vs. Capcom: Infinite.
- Carol Danvers/Ms. Marvel compare come personaggio giocabile in Marvel: La Grande Alleanza 3: L'Ordine Nero.